# Howard Jerome Keisler
Howard Jerome Keisler (Seattle, 3 dicembre 1936) è un matematico statunitense, professore emerito all'Università del Wisconsin-Madison. Il suo campo di ricerca riguarda la teoria dei modelli e l'analisi non standard.
La sua tesi di dottorato, sotto supervisione di Alfred Tarski, a Berkeley è stata  Ultraprodotti e classi elementari (1961).
Seguendo il lavoro di Abraham Robinson nel tentativo di risolvere quelle che venivano ritenute delle contraddizioni logiche insite nell'interpretazione letterale della notazione di Leibniz. Contraddizioni conseguenti, secondo lui, la visione di "dx" come rappresentazione letterale di una quantità infinitesimamente piccola. Keisler pubblicò nel 1976 Elementary Calculus: An Infinitesimal Approach, un libro di calcolo infinitesimale centrato sull'uso degl'infinitesimi, invece dell'approccio classico basato sugli ε e δ.
Keisler è anche noto per aver esteso la costruzione di Henkin a ciò che adesso è chiamato il modello di Henkin-Keisler.
Nel 2012 è diventato membro dell'American Mathematical Society.

## Pubblicazioni
- Chang, C. C.; Keisler, H. J. Continuous Model Theory. Annals of Mathematical Studies, 58, Princeton University Press, 1966. xii+165 pp.
- Model Theory for Infinitary Logic, North-Holland, 1971
- Chang, C. C.; Keisler, H. J. Model theory. Third edition. Studies in Logic and the Foundations of Mathematics, 73. North-Holland Publishing Co., Amsterdam, 1990. xvi+650 pp. ISBN 0-444-88054-2; 1st edition 1973;[5] 2nd edition 1977
- Elementary Calculus: An Infinitesimal Approach. Prindle, Weber & Schmidt, 1976/1986. Available online at .
- An Infinitesimal Approach to Stochastic Analysis, American Mathematical Society Memoirs, 1984
- Keisler, H. J.; Robbin, Joel. Mathematical Logic and Computability, McGraw-Hill, 1996
- Fajardo, Sergio; Keisler, H. J. Model Theory of Stochastic Processes, Lecture Notes in Logic, Association for Symbolic Logic. 2002